# Recetor de estrogénio
Recetores de estrogénio (ERs) são um grupo de proteínas presentes no interior das células. São recetores bioquímicos ativados pela hormona estrogénio. Existem duas classes de ER: recetores de estrogénio nucleares (ER alfa e beta) e recetores de estrogénio de membrana.